# الأظفار الزرقاء
الاظفار الزرقاء، حيث يبدي هليل اظفار الاباخس في التفضيض (Argyria) لونا ازرق أو اردوازيا. كما يشاهد تغير لون الهليل للازرق في التنكس الكبدي العدسي (داء ويلسون). وعلاوة على ذلك فقد يحدث التلون المزرق للاظفار بسبب الزراق في القصور القلبي الوعائي أو وجود الميتوغلوبين في الدم لدى المعالجين بالدابسون. المينوسيكلين و الزيدوفودين يمكن لها ان تصبغ الاظفار بلون ازرق-رمادي.